# Herdecke
Herdecke es un municipio de Renania del Norte-Westfalia, perteneciente al distrito de Ennepe-Ruhr. Localizado al sur de Dortmund en la Región del Ruhr, se le conoce como Die Stadt zwischen den Ruhrseen (literalmente, 'La ciudad entre los lagos del Ruhr').
La ciudad está situada en el área de Regionalverband Ruhr (RVR).